# Гончаренко Євген Іванович
Євген Іванович Гончаренко (нар. 30 серпня 1921 м. Татарбунари, сучасна Одеська область — пом. 11 грудня 1979, Львів) — український радянський медик. Доктор медичних наук (1970), професор (1971), завідувач кафедри нормальної анатомії Львівського медичного інституту (1970—1972).

## Кар'єра
Закінчив медичний факультет Львівського медичного інституту (1945), аспірантуру кафедри анатомії цього ж інституту (1948).
Працював: асистент (1948—1953), доцент (1953—1967, 1969—1970), старший науковий співпрацівник (1967—1969), завідувач (1970—1972), професор (1972—1973) кафедри анатомії Львівського медичного інституту. Консультант кафедри анатомії Монгольського медичного інституту, м. Улан-Батор (1961—1962). Завідувач кафедри анатомії сільськогосподарських тварин Львівського зооветеринарного інституту (1973—1979).
Кандидат медичних наук (1953), доцент (1955), доктор медичних наук (1970), професор (1971).
Напрями наукових досліджень: особливості кровопостачання різних органів і ділянок тіла людини; кровопостачання нервів, розвиток колатерального кровообігу; удосконалив метод біологічної мацерації кісток людини і тварин.
Автор близько 150 наукових праць, серед них 1 авторське свідоцтво на винахід.

### Основні праці
- Артериальное кровоснабжение блуждающего нерва, его узлов и главных ветвей (канд. дис.). Львів, 1952;
- Функциональная морфология артериального кровоснабжения таза при прямом и окольном кровотоке. (докт. дис.). Львів, 1970;
- О развитии окольных путей после выключения подчревных и каудальной брыжеечной артерии. Арх Анат 1959, № 11: 103—108;
- Новые приборы для одномоментной полихномной инъекции кровеносных сосудов. Вопр. Морфол. Львів, 1959: 237—239;
- Пластические свойства брюшной аорты. Экспериментально-морфологическое исследование. Арх. Анат., 1972, № 3 (співавт.).